# 윤재영
윤재영(尹在榮, 1983년 2월 5일 ~ )은 미래에셋대우 토네이도 소속의 대한민국 남자 탁구 선수이다. 2008년 중국 베이징 올림픽에서 오상은, 유승민과 함께 단체 동메달을 획득하였다.